# أنور الشناوي
أنور الشناوي  (ولد 3 اكتوبر 1940 ) هومخرج ومنتج ومؤلف مصري .

## نشأتة
مخرج وممثل مصرى، ولد عام 1927، حصل على دبلوم معهد التمثيل، عمل مساعد مخرج قرابة عشرين عاما، ومن الأفلام الى عمل بها مساعد مخرج (رحلة غرامية،شاطئ الاسرار، طريق الامل، رد قلبى).

## أعمالة السينمائية

### مخرج أو مساعد مخرج
| - الاعتراف الأخير: 1978 - ١٣ كدبة وكدبة: 1977 - الحساب يا مدموازيل: 1976 - ليتني ما عرفت الحب: 1976 - الشيطان والخريف: 1972 - الغضب: 1972 - السراب: 1970 (أول فيلم من إخراجه) - زوجة لخمسة رجال: 1970 - فرقة المرح: 1970 - أكاذيب حواء: 1969 - نادية: 1969 - نص ساعة جواز: 1969 - أرض النفاق: 1968 - أفراح: 1968 - عفريت مراتي: 1968 | - العيب: 1967 - ثمن الحرية: 1967 - عندما نحب: 1967 - كرامة زوجتي: 1967 - الحياة حلوة: 1966 - خان الخليلي: 1966 - العنب المر: 1965 - حكاية العمر كله: 1965 - هي والرجال: 1965 - ألف ليلة وليلة: 1964 - أم العروسة: 1963 - امرأة على الهامش: 1963 - زقاق المدق: 1963 - على ضفاف النيل: 1963 | - الخطايا: 1962 - ألمظ وعبده الحامولي: 1962 - المعجزة: 1962 - سلاسل من حرير: 1962 - شفيقة القبطية: 1962 - الجيل الصاعد: 1961 - أوبرا - مافيش تفاهم: 1961 - يوم من عمري: 1961 - خلخال حبيبي: 1960 - سر امرأة: 1960 - لقاء في الغروب: 1960 - أبو أحمد: 1959 - آخر من يعلم: 1959 - صراع في النيل: 1959 | - موعد مع المجهول: 1959 - إسماعيل يس في دمشق: 1958 - توبة: 1958 - شاطئ الأسرار: 1958 - عواطف: 1958 - قلوب العذارى: 1958 - مهرجان الحب: 1958 - الحب العظيم: 1957 - بورسعيد: 1957 - رد قلبي: 1957 - طريق الأمل: 1957 - فتى أحلامي: 1957 - بنات الليل: 1955 - وعد: 1954 |

### تأليف
- موعد مع المجهول: 1980
- الاعتراف الأخير: 1978
- الحساب يا مدموازيل: 1976
- الجسد: 1955.

### تمثيل
- رحلة غرامية: 1957
- حب في الظلام: 1953
- حظك هذا الاسبوع: 1953.

### إنتاج
- يوم من عمري: 1961.

## وصلات خارجية
- أنور الشناوي على موقع IMDb (الإنجليزية)
- أنور الشناوي على موقع الدهليز
- أنور الشناوي على موقع قاعدة بيانات الأفلام العربية